# Nikolai Rubtsov
Nikolai Rubtsov (rus: Николай Михайлович Рубцов)  (Emeck, 3 de gener de 1936 - Vólogda, 19 de gener de 1971), nom complet amb patronímic Nikolai Mikhàilovitx Rubtsov, fou un poeta líric rus.

## Biografia
Rubtsov va créixer en una gran família, que es va establir el 1937 a Niàndoma. De 1939 a 1940, el seu pare, Mikhail Rubtsov, fou el cap de la cooperativa local de consum. El 1941, el seu pare es va traslladar al comitè del PCUS de la ciutat de Vólogda, on la família va sobreviure a la guerra germanosoviètica. El 1942, la mare i la germana menor de Rubzov van morir mentre el pare estava destinat com a soldat al front, i els nens van ser enviats a un internat. El mateix estiu, Nikolai, de 6 anys, va escriure el seu primer poema.
Nikolai i el seu germà van arribar per primera vegada a l'orfenat de Krasovski, i des d'octubre de 1943 a juny de 1950 Nikolai visqué i estudià en un orfenat al poble de Nikolskoie, raion de Totemski, de l'óblast de Vólogda, on va acabar el 7è grau el 1950 (ara en aquest edifici es troba la casa-museu de N.M. Rubtsov). Al mateix poble, va néixer posteriorment la seva filla Ielena, fruit del seu matrimoni amb Henrietta Mikhaïlovna Menxikova.
En la seva autobiografia, escrita en entrar a Tralflot el 1952, Nikolai va escriure que el seu pare va anar al front i va morir el 1941. Però, de fet, Mikhaïl Adriànovitx Rubtsov (1900-1962) va sobreviure després de ser ferit el 1944, va tornar a Vólogda, i el mateix any es va casar per segona vegada i va viure a Vologda A causa de la pèrdua de documents a l'orfenat de Krasovski, no va poder trobar en Nikolai i el va retrobar només el 1955.
De 1950 a 1952, Rubtsov va estudiar a l'Escola Tècnica Forestal de Tottma. De 1952 a 1953 va treballar com a fogoner a la flota d'arrossegadors d'Arkhànguelsk. A partir d'agost de 1953 fins al gener de 1955 va estudiar enginyeria de mines al Centre Tècnic de Mineria i Química de Kírovsk, prop de Múrmansk. El gener de 1955 no va passar l'examen degut i va ser exclòs del centre tècnic. Des de març de 1955, Rubtsov va treballar com operari en un camp d'entrenament militar a prop de Leningrad.
Des d'octubre de 1955 fins a octubre de 1959 va treballar com a mesurador de distàncies al destructor Ostri de la Flota del Nord en el (amb el rang de navegant i mariner superior).
L'1 de maig de 1957, va aparèixer el seu primer poema "El maig ha vingut", rus: Май пришёл Mai prixol al diari "El guardià de l'Àrtic", rus: На страже Заполярья Na straje Zapoliària. Després d'abandonar la flota, va viure a Leningrad i va treballar alternativament com a mecànic, fogoner i mosso de magatzem a la planta Kirov.
Rubtsov va començar a treballar a la societat literària Arc de triomf de Narva, on conegué els joves poetes de Leningrad Gleb Gorbovski, Konstantín Kuzminsk i Eduard Schneiderman. El 1962, amb l'ajut de Borís Taiguin, va publicar com a samizdat la seva primera antologia poètica, titulada "Onades i roques" rus: Волны и скалы Volni i skali.
L'agost de 1962, Rubtsov va ingressar a l'Institut Literari Maksim Gorki de Moscou, on es va trobar amb Vladímir Sokolov, Stanislav Kuniàev, Vadim Kójinov i altres escriptors, la participació amistosa dels quals més d'una vegada li va ajudarm tant en el seu treball com en la publicació dels seus poemes. Durant la seva estada a l'institut aviat es va ficar en problemes, però el poeta continuà escrivint, i a mitjan anys 60 publicà les seves primeres col·leccions.
El 1968, Rubtsov finalment va rebre reconeixement oficial i va obtenir un apartament d'una habitació en un carrer que porta el nom d'un altre poeta de Vólogda, Aleksandr Iaixin. El 1969, Rubtsov es va graduar a l'Institut Literari i va ser admès a la plantilla del diari "Vólogda Komsomólets".
L'escriptor Fiódor Abràmov va qualificar Rubtsov com una brillant esperança de la poesia russa.
Nikolai Rubtsov va morir tràgicament la nit del 19 de gener de 1971, en el 36è any de la seva vida, al seu apartament, a causa d'una disputa domèstica amb la jove poetessa Liudmila Derbina (Granovska, 1938), amb qui volia casar-se (el 8 de gener s'havien presentat els documents a l'oficina del registre civil). La investigació judicial va revelar que la mort de Rubzov havia estat causada per estrangulació. Derbina, condemnada a 8 anys de presó i alliberada abans d'hora, va viure des del 2013 a Velsk, i va dir en les seves memòries i entrevistes que Rubzov havia mort d'un atac de cor. El publicista i el vicedirector en cap del diari Savtra van demostrar l'any 2000 que la mort de Rubzov es degué a les accions de Derbina.
Rubtsov va ser enterrat al cementiri Poixekhonski de Vólogda. Un dels asteroides del cinturó principal porta el seu nom.

## Obres
- Лирика ("Lírica", 1965),
- Звезда полей ("Camps d'estels", 1967)
- Душа хранит ("Ànima preservada" 1969)
- Сосен шум ("La remor dels pins" 1970),
- Стихотворения. 1953—1971 (Poemes, 1953 –1971, publicats el 1977).
- Зелёные цветы ("Flors verdes", 1971)
- Последний пароход ("L'últim vapor", 1973)
- Избранная лирика ("Lírica seleccionada", 1974)
- Подорожники ("Plantatges"), 1975)

## Poema "Les fulles volaven"
| « | (rus) Улетели листья Улетели листья с тополей - Повторилась в мире неизбежность... Не жалей ты листья, не жалей, А жалей любовь мою и нежность! Пусть деревья голые стоят, Не кляни ты шумные метели! Разве в этом кто-то виноват, Что с деревьев листья улетели? | (català) Les fulles volaven Les fulles dels pollancres volaven - Es repetia la inevitabilitat del món... No compadeixis les fulles, no les compadeixis, Però compadeix el meu amor i tendresa! Deixa que els arbres quedin nus, Que no et jurin sorpreses sorolloses! És potser culpa d'algú Que les fulles volin dels arbres ? | » |